# الانتخابات الزنجبارية العامة (يناير 1961)
أجريت الانتخابات العامة في زنجبار بتاريخ يناير من سنة 1961 لشغل مقاعد المجلس النيابي [الإنجليزية]. وكانت النتائج هي فوز حزب الأفروشيرازي على 10 مقاعد، وحزب زنجبار الوطني على 9 مقاعد، بينما لم ينل حزب شعب زنجبار وبمبا (ZPPP) سوى 3 مقاعد. بما أن كلا من الحزب الأفروشيرازي والوطني حاولا تشكيل الحكومة فقد انضم اثنان من حزب بمبا إلى الوطني بينما انضم الثالث إلى الحزب الأفروشيرازي، فتعادل كلا الحزبين في عدد المقاعد. وقد أفضت تلك النتائج إلى حالة من الجمود الدستوري، مما أدى إلى إعادة الانتخابات مرة أخرى في يونيو من نفس العام مع زيادة مقاعد البرلمان إلى 23 مقعدا.
كان عدد الذين صوتوا في تلك الانتخابات 85,000 من إجمالي المسجلين وعددهم 95,000 ناخبا.

## النتائج
| الحزب                | الأصوات | % | المقاعد |
| -------------------- | ------- | - | ------- |
| حزب الأفروشيرازي     |         |   | 10      |
| حزب زنجبار الوطني    |         |   | 9       |
| حزب شعب زنجبار وبمبا |         |   | 3       |
| إجمالي               |         |   | 22      |
| المصدر: EISA         |         |   |         |